# Michael Fakhri
Michael Fakhri (Canadá, 1977) es un jurista, profesor universitario y experto en derechos humanos canadiense. Desde 2010 es profesor de la Facultad de Derecho de la Universidad de Oregón, donde imparte clases sobre derechos humanos, derecho a la alimentación, desarrollo y derecho comercial y, desde 2020, es relator especial sobre el Derecho a la Alimentación de las Naciones Unidas.
Fakhri fue designado para su cargo de Relator Especial por el Consejo de Derechos Humanos de las naciones Unidas y asumió sus funciones el 1 de mayo de 2020. Se desempeñó como asesor independiente de la cumbre de la ONU sobre sistemas alimentarios, pero criticó su eficacia. Fakhri pidió al gobierno de Venezuela que desarrolle un plan sólido para abordar el hambre y la desnutrición y que se ponga fin a las sanciones económicas impuestas al país. Ha denunciado que Israel está matando de hambre deliberadamente a los palestinos en Gaza y afirma: «En mi opinión, como experto en derechos humanos de la ONU, ésta es ahora una situación de genocidio».

## Biografía

### Infancia y estudios
Fakhri proviene de una familia libanesa que emigró a Canadá. Inicialmente estudió biología en la Universidad de Ontario Occidental donde, en 1998, obtuvo una licenciatura en Ciencias Ecológicas, después estudió derecho. Obtuvo una licenciatura en Derecho por la Universidad de Queen de Kingston (Ontario) y fue admitido en el Colegio de Abogados de Ontario en 2002. De 2005 a 2006 realizó una maestría de la Facultad de Derecho de la Universidad de Harvard y en 2011 completó sus estudios al obtener un doctorado en Ciencias Jurídicas por la Universidad de Toronto.

### Carrera como abogado
A partir de 2001, trabajó en el bufete de abogados de Toronto McMillan Binch LLP, y en 2003 se trasladó a Swadron Associates. En 2004 fue miembro fundador de la Asociación de Abogados Árabes Canadienses, también en Toronto. A lo largo de su carrera de abogado, ha defendido los derechos de indigentes que se hallaban recluidos en una institución psiquiátrica.
Desde 2010 trabaja en la Facultad de Derecho de la Universidad de Oregón en Eugene. Inicialmente fue profesor asistente, en 2015 pasó a ser profesor asociado y desde 2021 es catedrático, jefe del Proyecto Resiliencia Alimentaria del Centro del Derecho Medioambiental y los Recursos Naturales de la facultad.
Su investigación se centra en nutrición y agricultura resiliente, derecho comercial, derecho económico internacional, agroecología y derechos humanos. Ha sido profesor invitado en la Universidad de Arizona y en la Academia de Derecho Europeo del Instituto Universitario Europeo de Florencia. También ha dado conferencias sobre derechos humanos y cuestiones de desarrollo en universidades de todo el mundo.

### Relator especial de las Naciones Unidas
Fue nombrado Relator Especial sobre el Derecho a la Alimentación por el Consejo de Derechos Humanos de las Naciones Unidas en marzo de 2020 y asumió sus funciones el 1 de mayor de 2020.
Se desempeñó como asesor independiente de la cumbre de la ONU sobre sistemas alimentarios, aunque criticó su eficacia. Fakhri llamó al gobierno de Venezuela a desarrollar un plan sólido para abordar el hambre y la desnutrición y solicitó poner fin a las sanciones económicas impuestas al país.
Durante la guerra Israel-Gaza, denunció que Israel estaba utilizando el hambre como arma contra los palestinosy que Israel está matando de hambre deliberadamente a los palestinos en Gaza «En mi opinión, como experto en derechos humanos de la ONU, esta es ahora una situación de genocidio»
Michael Fakhri, dijo en X que un día después de que la Corte Internacional de Justicia, el principal órgano judicial de las Naciones Unidas, «concluyeron que Israel está cometiendo genocidio en Gaza, y algunos estados decidieron retirarle fondos a la UNRWA por las supuestas acciones de un pequeño número de empleados. Esto castiga colectivamente a más de 2,2 millones de palestinos».

## Libros publicados
- Sugar and the Making of International Trade Law (Cambridge University Press; 2014)
- Bandung, Global History and International Law: Critical Pasts and Pending Futures (Cambridge University Press; 2017)